# シャルル・オリヴォン
シャルル・オリヴォン（Charles Ollivon、1993年5月11日 - ）は、トップ14RCトゥーロンに所属するラグビー選手。

## プロフィール
- フランス、サン＝ペ＝シュル＝ニヴェル出身。
- ポジションはフランカー(FL)。
- 身長 199cm、体重 113kg
- フランス代表キャップは23（2021年4月現在）でラグビーワールドカップ2019のフランス代表に選ばれた[1]。

## 略歴
バイヨンヌを経て、2019年、RCトゥーロンに加入。